# Communauté d'agglomération du pays rochefortais
 (août 2021).
La Communauté d'agglomération du Pays Rochefortais (CAPR) est une ancienne communauté d'agglomération française, située dans le département de la Charente-Maritime et la région Poitou-Charentes. Elle a été dissoute le 31 décembre 2013 pour fusionner avec la communauté de communes du Sud Charente et former la communauté d'agglomération Rochefort Océan, à l'exception d'Yves qui a rejoint la communauté d'agglomération de La Rochelle.
Attenante à la communauté d'agglomération de La Rochelle, elle formait avec celle-ci le bipôle La Rochelle-Rochefort. 
Elle faisait également partie, avec la communauté de communes du Sud-Charente, du Pays Rochefortais.

## Démarche de projet
- Le Conseil de Développement commun au Pays Rochefortais et à la communauté d'agglomération du Pays Rochefortais a été créé en octobre 2002.

## Procédures et dispositifs contractuels
- Le pays met en œuvre son projet de territoire au travers :

- d'un Contrat d'Agglomération signé entre la communauté d'agglomération et l'État en juin 2005.
- d'un Contrat de Territoire (2004-2006) adopté par la commission permanente du conseil régional le 27 février 2004
- d'un Contrat de Ville (2000-2006) a été signé le 28 septembre 2000 sur le territoire des 2 communes de Rochefort et Tonnay-Charente, entre les maires des 2 communes. Il a été conclu entre celles-ci, l'État, le conseil régional Poitou-Charentes, le conseil général de la Charente-Maritime, la CAF (caisse d'allocations familiales), la CDC (caisse des dépôts et consignations) et l'OPHLM.
Le quartier concerné est le Petit Marseille à Rochefort.

## Composition

Communauté d'agglomération du Pays Rochefortais

Lors de sa dissolution, la communauté d'agglomération du Pays Rochefortais regroupait 18 communes :
- 7 du Canton de Rochefort-Nord
- 3 du Canton de Saint-Agnant
- 7 du Canton de Tonnay-Charente
- Rochefort étant le chef-lieu de 3 cantons

C'est-à-dire :
1. Île-d'Aix
2. Breuil-Magné
3. Cabariot
4. Échillais
5. Fouras
6. Loire-les-Marais
7. Lussant
8. Moragne
9. Muron
10. Port-des-Barques
11. Rochefort
12. Saint-Agnant
13. Saint-Coutant-le-Grand
14. Saint-Hippolyte
15. Saint-Laurent-de-la-Prée
16. Tonnay-Charente
17. Vergeroux
18. Yves

## Compétences

### Compétences obligatoires
- Développement économique
  - Création, aménagement, entretien et gestion de zones d'activités industrielle, commerciale, tertiaire, artisanale, touristique, portuaire ou aéroportuaire d'intérêt communautaire
  - Actions de développement industriel, commercial, tertiaire, artisanal, touristique, portuaire ou aéroportuaire d'intérêt communautaire, y compris les actions d'accompagnement du développement agricole et ostréicole et de leurs diversifications
  - Actions d'intérêt communautaire en faveur du développement économique de l'emploi et de la formation
- Aménagement de l'espace communautaire
  - Schéma directeur et schémas de secteurs
  - Création et réalisation de zone d'aménagement concerté (ZAC) d'intérêt communautaire
  - Organisation des transports urbains
- Équilibre social et habitat
  - Programme local de l'habitat
  - Politique du logement, logement social et logement des personnes défavorisées
  - Amélioration du parc immobilier bâti d'intérêt communautaire
- Politique de la ville dans la communauté
  - Dispositifs contractuels de développement urbain, de développement local et d'insertion économique et sociale d'intérêt communautaire
  - Dispositifs locaux de prévention de la délinquance d'intérêt communautaire

### Compétences optionnelles
- Voirie
  - Création ou aménagement et entretien de la voirie d'intérêt communautaire
  - Création ou aménagement et gestion de parcs de stationnement communautaires
- Protection et mise en valeur de l'environnement et du cadre de vie
  - Lutte contre la pollution de l'air
  - Collecte, traitement, élimination et valorisation des déchêts des ménages et assimilés
- Construction ou aménagement, entretien et gestion d'équipements culturels et sportifs d'intérêt communautaire

### Compétences facultatives
- Élaboration d'un schéma paysager
- Aire des nomades - Création et gestion
- Mise à disposition de matériel aux communes (Point à temps, nacelle, rouleau vibrant, grilles d'exposition ...)
- Participation de la communauté d'agglomération à des associations - La représentation de la Communauté d'agglomération du Pays Rochefortais au sein d'associations de type "loi 1901" d'intérêt commun ou communautaire est autorisée. Exemples non exhaustifs : Mission locale, station nautique
- Opération pour compte de tiers - La communauté d'agglomération peut réaliser des opérations pour le compte des communes adhérentes quand il y a intérêt commun à maîtrise d'ouvrage unique

## Historique
- 24 décembre 1993 : création de la Communauté de communes du Pays Rochefortais
- 23 décembre 1999 : transformation de la Communauté de communes du Pays Rochefortais en Communauté d'agglomération du Pays Rochefortais, avec date d'effet au 1er janvier 2000
- 21 décembre 2001 : adhésion de la commune de Cabariot
- 31 décembre 2013 : dissolution de la communauté d'agglomération ; ses communes membres adhèrent à la communauté d'agglomération Rochefort Océan, à l'exception d'Yves qui rejoint la communauté d'agglomération de La Rochelle.

## Données géographiques en 2007
- Superficie : 314,90 km2, soit 4,58 % du département de la Charente-Maritime.

Cette structure intercommunale occupe le 4e rang dans le département pour sa superficie, se situant après la Communauté de communes de la Haute-Saintonge (1 631 km2), la Communauté d'agglomération Royan Atlantique (532 km2) et la Communauté de communes du canton d'Aulnay-de-Saintonge (334 km2).
- Population en 2007 : 56 319 habitants, soit 9,30 % de la population de la Charente-Maritime.

En Charente-Maritime, près d'1 habitant sur 10 réside dans la communauté d'agglomération de Rochefort.
- Densité de population en 2007 : 179 hab/km² (Charente-Maritime : 88 hab/km²).

La densité de population de la communauté d'agglomération de Rochefort est deux fois supérieure à celle du département.
- Évolution annuelle de la population (entre 1999 et 2007) : + 0,84 % (+ 1,09 % pour le département)
- Évolution annuelle de la population (entre 1990 et 1999) : + 0,35 % (+ 0,61 % pour le département)[2]

- 5 communes de plus de 2 000 habitants : Échillais, Fouras, Rochefort, Saint-Agnant et Tonnay-Charente.

- 1 commune de plus de 15 000 habitants : Rochefort.

## Sources
- Le splaf - (Site sur la Population et les Limites Administratives de la France)
- La base aspic de la Charente-Maritime - (Accès des Services Publics aux Informations sur les Collectivités)